# Lista de óperas no Teatro Nacional de São Carlos
Lista de óperas no Teatro Nacional de S. Carlos
| Data (A-M-D) | Ópera                                | Estreia-S.Carlos      | Compositor                                 | Direção Musical, Encenador | Intérpretes |
| ------------ | ------------------------------------ | --------------------- | ------------------------------------------ | --- | --- |
| 2015-02-21   | Macbeth                              |                       | Giuseppe Verdi(1813-1901)                  | Domenico Longo (Direção musical) Elena Barbalich(Encenação) Cenografia e figurinos Tommaso Lagattolla (Desenho de luz) Giuseppe Ruggiero dramma lirico em quatro atos Libreto Francesco Maria Piave Baseado na tragédia homónima de William Shakespeare Orquestra Sinfónica Portuguesa Coro do Teatro Nacional de São Carlos Maestro titular do Coro Giovanni Andreoli | Àngel Òdena (Macbeth) Elisabete Matos (Lady Macbeth) Enzo Peroni (Macduff) Giacomo Prestia (Banco) Marco Alves dos Santos (Malcolm) João Oliveira (O Médico) Bárbara Barradas (Aia de Lady Macbeth) André Henriques (Um criado) André Henriques (Um sicário) |
| 2014-10-27   | Werther                              |                       | Jules Massenet(1842-1912)                  | Cristóbal Soler (Direção musical) Graham Vick (Encenação) Édouard Blau, Paul Milliet e George Hartmann (Libreto) Baseado no romance Die Leiden des Jungen Werthers, de Johann Wolfgang von Goethe | Fernando Portari (Werther) Veronica Simeoni (Charlotte) Wendy Dawn Thompson (Charlotte) Luís Rodrigues (Albert) Pierre-Yves Pruvot (O Bailio) Cristiana Oliveira (Sophie) João Merino (Johann) Mário João Alves(Schmidt) |
| 2014-03-07   | El Gato Montés                       |                       | Manuel Penella                             | Cristóbal Soler José Carlos Plaza | Saioa Hernández (Soleá) Marifé Nogales (Cigana) Milagros Martín (Frasquita) Carolina Figueiredo (Loliya) Ángel Ódena (Juanillo “El Gato Montés”) Andeka Gorrotxategui (Rafael Ruiz “El Macareno”) Enrique Baquerizo (Padre Antón) Luis Cansino (Hormigón) João Merino (Caireles) Román Fernández-Cañadas (Pezuño) Manuel Rebelo (Recalcao) Carolina Figueiredo (Pastorcillo) Bruno Almeida (Vendedor) João Oliveira (Alguacilillo) |
| 2014-02-05   | Il Viaggio a Reims                   |                       | Gioachino Rossini                          | Yi-Chen Lin Emilio Sagi (Produção do Teatro Real de Madrid em colaboração com o Rossini Opera Festival de Pesaro) | Eduarda Melo (Corinna) Marifé Nogales (Marquesa Melibea) Carla Caramujo (Condessa de Folleville) Cristiana Oliveira (Madame Cortese) Dempsey Rivera (Cavaleiro Belfiore) Vassilis Kavayas (Conde de Libenskof) Francisco Tójar (Lord Sidney) Luís Rodrigues (Don Profondo) Diogo Oliveira (Barão de Trombonok) João Merino (Don Alvaro) Nuno Dias (Don Prudenzio) João Sebastião (Don Luigino) Bárbara Barradas (Delia) Ana Ferro (Maddalena) Carolina Figueiredo (Modestina) Bruno Almeida (Zefirino/Gelsomino) João Oliveira (Antonio) |
| 2011-01-08   | Katia Kabanová (opera)               | 1975                  | Leoš Janáček                               | Julia Jones | Ausrine Stundyte-(Katerina Kabanova (Kátìa)) Magnus Baldvinsson -(Savjol Dikoj ) |
| 2010-11-28   | Hänsel und Gretel (opera)            | 2010                  | Engelbert Humperdinck                      | Moritz Gnann | Raquel Luis-(Hänsel) Ana Franco -(Gretel) |
| 2010-11-03   | Cavalleria Rusticana                 | 2010                  | Pietro Mascagni                            | Martin André Ópera contada por Beatriz Batarda | Sónia Alcobaça -(Santuzza) Maria Luísa de Freitas -(Lola) Laryssa Savchenko -(Lucia) Fernando del Valle -(Turiddu) Luís Rodrigues -(Alfio) |
| 2010-09-29   | Dona Branca                          | 1888                  | Alfredo Keil                               | Johannes Stert | Ausrine Stundyte (Dona Branca, Infanta de Portugal ) John Hudson -(Aben-Afan, Rei do Algarve) |
| 2010-06-17   | Eugene Onegin                        | 1881                  | Piotr Tchaikovsky                          | Michail Jurowski | Laryssa Savchenko (Larina) Albert Schagidullin -(Onegin) |
| 2010-04-24   | As bodas de Fígaro                   | 1945                  | Wolfgang Amadeus Mozart                    | Julia Jones | Leandro Fischetti -(Fígaro) Joana Seara -(Susanna) Donato Di Stefano -(Bartolo) Maria Luísa de Freitas -(Marcellina) Kristina Wahlin -(Cherubino) Marco Vinco -(Il Conte Almaviva) Mário Alves -(Basílio) |
| 2010-03-25   | Niobe, Rainha de Tebas               | 2010                  | Agostino Steffani (1654-1728)              | Sébastien Rouland | Alexandra Coku -(Niobe) Jacek Laszczkowski -(Anfione) |
| 2010-02-24   | O Morcego                            | 1981                  | Johann Strauss                             | Julia Jones Katharina Thalbach Momme Röhrbein Angelika Rieck Danny Costello | Edith Lienbacher -(Rosalinde) Will Hartmann -(Gabriel von Eisenstein) Carla Caramujo -(Adele) Bernd Weikl -(Dr. Falke) Luís Rodrigues -(Frank) Kristina Wahlin -(Orlofsky) Mário Alves -(Alfred) Carlos Guilherme -(Dr. Blind) Maria Rueff -(Frosch) Nadine Schori -(Ida) Gonçalo Ferreira de Almeida -(Ivan) |
| 2009-10-09   | O Crepúsculo dos Deuses              | 1876                  | Richard Wagner                             | Marko Letonja Graham Vick Timothy O’Brien Ron Howell Giuseppe di Iorio | Stefan Vinke (Siegfried) Michael Vier (Gunther) James Moellenhoff (Hagen) Johann Werner Prein (Alberich) Sónia Alcobaça (Gutrune) Julia Oesch (Waltraute) Susan Bullock (Brünnhilde) Katja Boost (Primeira Norn) Maria Luísa Freitas (Segunda Norn) Sara Andersson (Terceira Norn) Chelsey Schill (Woglinde) Ana Franco (Wellgunde) Luisa Francesconi (Flosshilde) |
| 2009-05-30   | Don Giovanni                         | 1787                  | Wolfgang Amadeus Mozart                    | Johannes Stert Maria Emília Correia António Lagarto figur. | Nicola Ulivieri (D. Giovanni) Andreas Hörl (Commendatore) Carla Caramujo (Donna Anna) Musa Nkuna (Don Ottavio) Katharina von Büllow(Donna Elvira) Kevin Short (Leporello) Leandro Fischetti (Masetto) Chelsey Schill (Zerlina) |
| 2009-04-17   | Agrippina                            | 1709                  | George Frideric Handel                     | Nicholas Kok Michael Hampe | Alexandra Coku (Agrippina) Reinhard Dorn (Claudio) Musa Nkuna (Nerone) Andrews Watts (Ottone) Luis Rodrigues (Pallante) Chelsey Schill (Poppea) Manuel Bras da Costa (Narciso) Jorge Martins (Lesbo) |
| 2009-04-17   | O Velório de Claudio                 | 2009 TNSC             | Nuno Côrte-Real José Luis Peixoto Libretto | Nicholas Kok | Alexandra Coku (Agrippina) Reinhard Dorn (Claudio) Musa Nkuna (Nerone) Andrews Watts (Ottone) Chelsey Schill (Poppea) Jorge Martins (Lesbo) |
| 2009-03-26   | Salomé (ópera)                       | 1905                  | Richard Strauss                            | Julia Jones Karoline Gruber Hermann Feuchter | Carlos Guilherme (Herodes Antipas) Graciela Araya (Herodíade) Nancy Gustafson (Salomé) Jason Howard (Jochanann, o Profeta) |
| 2009-02-06   | La Bohème                            | 1896 1897             | Giacomo Puccini                            | Julia Jones Peter Konwitschny | Austrine Stundyte (Mimi) Alessandro Liberatore (Rodolfo, poeta) Luis Ledesma (Marcello, pintor) |
| 2009-01-08   | Faust (ópera)                        | 1859 1865             | Charles Gounod                             | Enrico Delamboye Cristof Loy | Andrej Dunaev (Docteur Faust) Patrizia Biccirè (Marguerite) Kevin Short (Méphistophélés) |
| 2008-11-06   | Comedy on the Bridge                 | 1937                  | Bohuslav Martinu                           | Paula Gomes Ribeiro Manuel Aires Mateus | Susana Gaspar ( Josephine) João Merino (Johnny) João Oliveira (Breuer) Cátia Moreso (Eva) |
| 2008-11-06   | The Telephone                        | 1947                  | Gian Carlo Menotti                         | Xaver Poncette Karoline Gruber | Maria João Sousa (Lucy) Jorge Martins (Ben) |
| 2008-09-30   | Siegfried (ópera)                    | 1876 1909             | Richard Wagner                             | Marko Letonja Graham Vick Timothy O'Brien | Stefan Vinke (Siegfried) Colin Judson (Mime) Samuel Youn (O Viajante) Johann Werner Prein (Alberich) Dieter Schweikart (Fafner) Gabriele May (Erda) Susan Bullock (Brünnhilde) |
| 2008-05-15   | Tosca                                | 1900 1901             | Giacomo Puccini                            | Lothar Koenigs Robert Carsen | Elisabete Matos (Tosca) Evan Bowers (Cavaradossi) Vladimir Vaneev (Scarpia) Mário Redondo (Angelotti) Luís Rodrigues (Sacristão) |
| 2008-04-02   | Les Contes d'Hoffmann                | 1880 1910             | Jacques Offenbach                          | Gregor Bühl Christian von Götz | Sergei Khomov/Jean-Pierre Furlan (Hoffmann) Chelsey Schill (Olympia) Maria Fontosh (Antonia) Riki Guy (Giulietta) Stephanie Houtzeel (La Muse / Nicklausse) |
| 2008-03-08   | Francesca da Rimini                  | 1904 2008             | Sergei Rachmaninov                         | Will Humburg | Askar Abdrazakov (A Sombra de Virgilio) Sergei Leiferkus (Lanceotto Malatesta) Viktor Afanasenko (Paolo) João Rodrigues (Dante) Olga Romanko (Francesca) |
| 2008-03-08   | Aleko                                | 1892 2008             | Sergei Rachmaninov                         | Will Humburg | Sergei Leiferkus (Aleko) Olga Romanko (Zemfira) Askar Abdrazakov (Pai de Zemfira) Viktor Afanasenko (Jovem Cigano) Laryssa Savchenko (Velha Cigana) |
| 2008-02-20   | La Clemenza di Tito                  | 1791 1806             | Wolfgang Amadeus Mozart                    | Johannes Stert Joaquim Benite | Herbert Lippert (Tito) Adriana Damato (Vitellia) Sophie Marilley (Sesto) Chelsey Schill (Servilia) Angélique Noldus (Annio) Shavleg Armasi (Publio) |
| 2008-01-25   | Das Märchen                          | 2008 TNSC             | Emmanuel Nunes                             | Peter Rundel Karoline Gruber | Silja Schindler (Lilia) Chelsey Schill (A Serpente) Graciela Araya (A Velha) Andrew Watts (1.º Fogo-Fátuo / A Velha / 4.º Rei) Musa Duke Nkuna (2.º Fogo-Fátuo / Rei de Prata) Philip Sheffield (Príncipe) Matthias Hoelle (O Barqueiro / O Homem com a Lâmpada) Dieter Schweikart (1.º Rei) Luís Rodrigues (3.º Rei) *Intérpretes [actores] Joana Barrios (Lilia) Anna Katharina Rusche (A Serpente) Beate-Christa Kopp (A Velha) Tilo Wagner (Príncipe) Richard Jaeckle (O Homem com a Lâmpada / O Barqueiro) |
| 2007-12-10   | Rigoletto                            | 1851 1854             | Giuseppe Verdi                             | Alexander Polianitchko Emilio Sagi | Alexandru Agache (Rigoletto) Leo An (Rigoletto) Saimir Pirgu (Duque de Mântua) Richard Bauer (Duque de Mântua) Chelsey Schill (Gilda) Carla Caramujo (Gilda) Vadim Lynkovskiy (Sparafucile) Malgorzata Walewska (Maddalena) Mário João Alves (Borsa) |
| 2007-06-29   | Maria de Buenos Aires                | 1968 2006             | Astor Piazolla                             | Victor Villena Desirée Meiser | Mísia (María) Manuel Callau (El Duende) |
| 2007-05-31   | Macbeth                              | 1847 1849             | Giuseppe Verdi                             | Antonio Pirolli Elena Barbalich | Johan Reuter (Macbeth) Dimitra Theodossiou (Lady Macbeth) Fabio Sartori (Macduff) Giovanni Furlanetto (Banco) Carlos Guilherme (Malcolm) João de Oliveira (Médico) Sara Braga Simões (Aia de Lady Macbeth) Carlos Pedro Santos (Um criado) Simeon Dimitrov (Um Sicário) Daniel Paixão (Primeira Aparição) |
| 2007-05-02   | L'Italiana in Algeri                 | 1813 1815             | Gioacchino Rossini                         | Donato Renzetti Toni Servillo | Kate Aldrich (Isabella) Barbara De Castri (Isabella) Lorenzo Regazzo (Mustafà) Wojtek Gierlach (Mustafà) John Osborn (Lindoro) David Alegret (Lindoro) Paolo Rumetz (Taddeo) José Julián Frontal (Taddeo) Lara Martins (Elvira) Filippo Morace (Haly) Paula Morna Dória (Zulma) |
| 2007-04-04   | Motezuma                             | 1733 2007             | Antonio Vivaldi                            | Alan Curtis Stefano Vizioli | Vito Priante (Montezuma) Theodora Baka (Ramiro) Mary-Ellen Nesi (Mitrena) Laura Cherici (Teutile) Maite Beaumont (Cortés) Gemma Bertagnolli (Asprano) |
| 2007-02-24   | Die Walküre                          | 1870                  | Richard Wagner                             | Marko Letonja Graham Vick | Mikhail Kit (Wotan) Susan Bullock (Brünnhilde) Judit Németh (Fricka) Maxim Mikhailov (Hunding) Ronald Samm (Siegmund) Anna-Katharine Behnke (Sieglinde) Sara Andersson (Helmwige) Andrea Dankova (Ortlinde) Dora Rodrigues (Waltraute) Ana Paula Russo (Gerhilde) Ekaterina Godovanets (Siegrune) Stefanie Irányi (Rossweisse) Gabriele May (Grimgerde) Qiu Lin Zhang (Schwertleite) |
| 2007-01-17   | Wozzeck                              | 1925 1959             | Alban Berg                                 | Eliahu Inbal Stéphane Braunschweig | Dietrich Henschel (Wozzeck) Brigitte Pinter (Marie) Stefan Margita (Tambor-mor) Pierre Lefebvre (Capitão) Johann Werner Prein (Médico) Carlos Guilherme (Andres) Claudia Nicole Bandera (Margret) Andreas Macco (Primeiro Trabalhador) Luís Rodrigues (Segundo Trabalhador) Marco Alves dos Santos (O Idiota) |
| 2006-12-15   | Oedipus Rex                          | 1927 1982             | Igor Stravinski                            | Donato Renzetti | Fanny Ardant (Voz recitante) Will Hartmann (Oedipus) Keel Watson (Creonte , Mensageiro) Mariana Pentcheva (Jocasta) Pedro Chaves (Pastor) |
| 2006-11-29   | Così fan tutte                       | 1790 1958             | Wolfgang Amadeus Mozart                    | Donato Renzetti Mario Martone | Irina Lungu (Fiordiligi) Ekaterina Godovanets (Fiordiligi) Laura Polverelli (Dorabella) Angelica Mansilla (Dorabella) Silvia Colombini (Despina) Dora Rodrigues (Despina) Saimir Pirgu (Ferrando) Mário João Alves (Ferrando) Simone Alberghini (Guglielmo) Luís Rodrigues (Guglielmo) Bruno Praticò (Don Alfonso) |
| 2006-07-03   | O Nariz                              | 1929 1994             | Dmitri Shostakovich                        | Donato Renzetti João Lourenço | Andrew Schroeder (Major Platon Kuzmitch Kovaliov) Anna Carnovali (Praskovia Osipovna , Uma Parente , Uma Senhora Nobre) Ana Ester Neves (Uma Mãe , Filha de Pelageia Grigorievna Podtotchina) Carla Simões (Uma Parente da Velha Senhora) Carlos Guilherme (Nariz , Graduado) Fernando Cordeiro (Opa (6.º Criado , 4.º Polícia , 4.º Senhor , 1.º Filho Dimitry Ovtchinnikov) Diogo Oliveira (Lacaio , 1.º Criado , 10.º Polícia , 3.º Estudante 8.º Polícia , 1.º Senhor) Frederico Félix António (Filho , 1.º Dandy , 2.º Conhecido) Gianluca Sorrentino (Iarïzhkin , Polícia) Guy Flechter (Chefe da Polícia , Eunuco) João de Oliveira (Um Guarda , 8.º Criado , 1.º Polícia , 2.º Recém-chegado , 6.º Senhor , 1.º Conhecido) Jorge Martins (2.º Criado , Chefe de Estação) José Lourenço (9.º Polícia , 1.º Estudante , 3. Senhor) Lara Martins (Soprano solo , Vendedora , Mulher) Marcos Santos (7.º Polícia , 7.º Estudante) Mário João Alves (Ivan, um criado , Velho) Marco Alves dos Santos (5.º Polícia , Tenor solo , 2.º senhor , 2.º e 6.º Estudante) Mário Redondo (Ivan Iakovlevitch , Pai , Vendedor , Lacaio) Paula Morna Dória (Velha Senhora , Pelageia Grigorievna Podtotchina) Pedro Chaves (Um Polícia , Piotr Fiodorovitch , 7.º Senhor , 1.º Recém-chegado , 5.º Estudante) Pedro Correia (Cocheiro , 7.º Criado , 3.º Conhecido , 8.º Estudante , 3.º Polícia) Rui Baeta (5.º Criado , 2.º Filho , 2.º Dandy , Voz Anónima , 4.º Estudante) Vazgen Ghazarjan (4.º Criado , 6.º Polícia , 5.º Senhor) Vladimir Matorin (Empregado de anúncios , Médico , Ivan Ivanovitch) |
| 2006-05-28   | Das Rheingold                        | 1869 1909             | Richard Wagner                             | Emilio Pomàrico Graham Vick | Stefan Ignat (Wotan) Will Hartmann (Loge) Judit Neméth (Fricka) Tatiana Serjan (Freia) Gabriele May (Erda) Michael Vier (Donner) Stefan Margita (Froh) Johann Werner Prein (Alberich) Peter Keller (Mime) Keel Watson (Fasolt) Friedemann Röhlig (Fafner) Andrea Dankova (Woglinde) Dora Rodrigues (Wellgunde) Cornelia Entling (Flosshilde) |
| 2006-04-19   | Lauriane                             | 1883 1884             | Augusto Machado                            | Donato Renzetti Mauro Avogadro | Katia Pellegrino (Lauriane) Marina Comparato (Mario) Kostyantyn Andreyev (Jovelin) Leo An (Marquis de Bois-Doré) José Fardilha (Comte d'Alvimar) Paul Medioni (Adamas) Carlos Guilherme (Guillaume D'Ars) Luís Castanheira (Clindor) David Ruella (Um Oficial) Carlos Pocinho (Um Jardineiro) |
| 2006-03-18   | Erwartung                            | 1909 1972             | Arnold Schoenberg                          | Marko Letonja Andrea de Rosa | Brigitte Pinter (Uma mulher) |
| 2006-03-18   | Il Dissoluto assolto                 | 2006 TNSC             | Azio Corghi José Saramago(libretto)        | Marko Letonja Andrea de Rosa | Vito Priante (Don Giovanni) Julian Rodescu (Commendatore) Gianfranco Montresor (Leporello) Sonia Bergamasco (Donna Elvira) Donatella Finocchiaro (Donna Anna) Chiara Muti (Zerlina) Marco Lazzara (Manequim de D. Elvira) Mirko Guadagnini (Don Ottavio) Luca Casalin (Masetto) |
| 2006-03-18   | Sancta Susanna                       | 1922 2006             | Paul Hindemith                             | Marko Letonja Andrea de Rosa | Tatiana Serjan (Susanna) Brigitte Pinter (Klementia) Maria Luisa Freitas (Freira Anciã) Leonor Seixas (Criada) João Pedreiro (Criado) |
| 2006-02-24   | Yolanta                              | 1892 2006             | Piotr Tchaikovsky                          | Vladimir Fedoseyev | Irina Lungu (Iolanta) Benno Schollum (Rei René) Andrey Breus (Robert) Piotr Beczala (Vaudémont) Pavel Kudinov (Ibn-Hakia) Algirdas Janutas (Alméric) Laryssa Savchenko (Martha) Oleg Didenko (Bertrand) Vita Vasilieva (Laura) Tatiana Lipoven (Brigitte) |
| 2006-02-08   | Il Barbiere di Siviglia              | 1816 1819             | Gioacchino Rossini                         | Jonathan Webb Emilio Sagi | Marius Brenciu (Conte d'Almaviva) Mário João Alves (Conte d'Almaviva) Bruno Praticò (Bartolo) Filippo Morace (Bartolo) Kate Aldrich (Rosina) Natalia Gavrilan (Rosina) Franco Vassallo (Figaro) Luís Rodrigues (Figaro) Enrico Iori (Basilio) Luís Rodrigues (Fiorello) Diogo Oliveira (Fiorello) Elvira Ferreira (Berta) |
| 2005-12-09   | Die Entführung aus dem Serail        | 1782 1953             | Wolfgang Amadeus Mozart                    | Julia Jones Giorgio Strehler | Iride Martinez (Konstanze) Bruce Ford (Belmonte) Whal Ran Seo (Blonde) Thor Kristinsson (Osmin Bjarni) Karl-Heinz Macek (Selim) Mário João Alves (Pedrillo) Marco Merlini (Criado Mudo) |
| 2005-10-31   | Otello                               | 1887 1889             | Giuseppe Verdi                             | Antonio Pirolli Nicolas Joel | Mario Malagnini (Otello) Dimitra Theodossiou (Desdemona) Carlo Guelfi (Jago) Carlos Guilherme (Cassio) Carlo Cigni (Lodovico) Paula Morna Dória (Emilia) Pedro Chaves (Roderigo) Diogo Oliveira (Montano) João de Oliveira (Um Arauto) |
| 2005-03-22   | Cavalleria Rusticana                 | 1890 1891             | Pietro Mascagni                            | Jonathan Webb Guido de Monticelli | Elisabete Matos (Santuzza) Carlo Guelfi (Alfio) Kristjan Johannsson (Turiddu) Alessandra Palomba (Lola) Simona Marcello (Lucia) |
| 2005-03-22   | La Navarraise                        | 1894 1909             | Jules Massenet                             | Jonathan Webb Guido de Monticelli | Enkelejda Shkosa (Anita, la navarraise) Aquiles Machado (Araquil) Carlo Guelfi (Garrido) Carlos Guilherme (Ramon) |
| 2005-02-27   | La Donna del lago                    | 1819 1822             | Gioacchino Rossini                         | Riccardo Frizza | Rockwell Blake (Giacomo V) Laura Polverelli (Elena) Silvia Tro Santafè (Malcolm Groeme) Simón Orfila (Duglas d'Angus) |
| 2005-02-18   | Sosarme ou Dionisio Re di Portogallo | 1732 2005             | George Frideric Handel                     | Alan Curtis Jakob Peters-Messer | Lawrence Zazzo (Fernando) Simone Kermes (Elvida) Marianna Pizzolato (Isabella) Max Emanuel Cencic (Sancio) Michele Andalò (Alfonso) Vladimir Baykov (Altomaro) Stefan A. Rankl (Dionisio) |
| 2005-01-25   | Medea                                | 1797 2005             | Luigi Cherubini                            | Marko Letonja Luís Miguel Cintra | Dimitra Theodossiou (Medea) Annamaria Dell'Oste (Glauce) Stefano Secco (Giasone) Carlo Cigni (Creonte) |
| 2004-12-19   | Simon Boccanegra                     | 1857 1861             | Giuseppe Verdi                             | Zoltán Peskó Elijah Moshinsky | Ambrogio Maestri (Simon Boccanegra) Enrico Iori (Jacopo Fiesco) Johann Werner Prein (Paolo Albiani) |
| 2004-06-03   | Stiffelio                            | 1850 2004 Aroldo 1860 | Giuseppe Verdi                             | Donato Renzetti Ulderico Manani | Mario Malagnini (Stiffelio) Dimitra Theodossiou (Lina) Carlo Guelfi (Stankar) |
| 2004-05-06   | Il Turco in Italia                   | 1814 1820             | Gioacchino Rossini                         | Yves Abel Guido de Monticelli | Roberto de Candia (Prosdocimo poeta) Marco Vinco (Selim, Turco) Cinzia Forte (Fiorilla) |